# Bistriopelma lamasi
Espèce
Bistriopelma lamasi est une espèce d'araignées mygalomorphes de la famille des Theraphosidae.

## Distribution
Cette espèce est endémique de la région d'Ayacucho au Pérou,. Elle se rencontre à Lucanas entre 3 749 et 4 000 m d'altitude.

## Description
Le mâle holotype mesure 19,26 mm et la femelle paratype 24,80 mm

## Étymologie
Cette espèce est nommée en l'honneur de Gerardo Lamas Müller.

## Publication originale
- Kaderka, 2015 : Bistriopelma, a new genus with two new species from Peru (Araneae: Theraphosidae: Theraphosinae). Revista Peruana de Biología, vol. 22, no 3, p. 275-288 (texte intégral).